# 長扁朽木蟲屬
長扁朽木蟲屬是長扁朽木蟲科下的一屬，身体普遍较长且扁平，在北美与亚洲皆有分布。

## 生物地理學
本科的模式屬長扁朽木蟲屬（Synchroa）呈現東亞-北美間斷分布（EA-NA disjunction）的格局，主要的物種多樣性中心為中國大陸西北到西南。研究者根據該類群分歧時間（約三千萬年前，第三紀中晚期），配合其分布格局、生態習性，以及化石紀錄，推斷該屬成員可能透過白令陸橋傳播，可能與第三紀時透過白令陸橋所進行的植物遷移可能有關聯。

## 物種名錄
- 中華長扁朽木蟲 S. chinensis Nikitsky, 1999
- 長形長扁朽木蟲 S. elongatula Nikitsky, 1999
- 蓬萊長扁朽木蟲 S. formosana Hsiao, 2015
- 似形長扁朽木蟲 S. melanotoides Lewis, 1895
- 點刻長扁朽木蟲 S. punctata Newman, 1838
- 魯治爾長扁朽木蟲 S. ruzzieri Konvička & Hsiao, 2018
- 纖鞘小長扁朽木蟲 S. tenuipennis Fairmaire, 1898